# لوک اسمیت (تنیس‌باز)
 لوک اسمیت (انگلیسی: Luke Smith؛ زاده ۲۵ اکتبر ۱۹۷۶) یک تنیس‌باز اهل استرالیا است.